# John Harun Mwau
John Harun Mwau, né le 24 juin 1948 à Machakos, est un tireur sportif et un homme politique kényan.
Il participe aux épreuves de tir aux Jeux olympiques d'été de 1968 et aux Jeux olympiques d'été de 1972.
Il est candidat à l'élection présidentielle kényane de 1992. De 2007 à 2013, il est député à l'Assemblée nationale kényane.